# Skryje nad Berounkou
Skryje, bis 1924 Skreje (deutsch Skrei, auch Skrey) ist eine Gemeinde in Tschechien. Sie liegt 16 Kilometer südlich von Rakovník und gehört zum Okres Rakovník.

## Geographie
Skryje befindet sich in der Křivoklátská vrchovina im Landschaftsschutzgebiet Křivoklátsko. Das Dorf liegt zwischen den Einmündungen der Bäche Zbirožský potok und Skryjský potok auf einer Anhöhe rechtsseitig der Berounka. Nördlich erhebt sich der Mileč (424 m), im Nordosten der Na Budkách (513 m) und der Vosník (427 m), östlich der Průhonec (472 m) und der Zadní vrch (471 m), im Südosten der Zelený vrch (503 m) und der Holý vrch (523 m), südlich die Strážiště (452 m), der Na Skalkách (447 m) und die Dubinky (489 m), im Südwesten die Černá skalka (468 m), westlich der Na Plazích (347 m) und im Nordwesten der Stráž (445 m). Auf dem Gemeindegebiet befindet sich fünf Kilometer südöstlich des Dorfes mit dem Vlastec (612 m) der höchste Punkt des Okres Rakovník; an seinem Südosthang liegt auch der südlichste Punkt des Bezirks.
Nachbarorte sind Hřebečníky, Karáskův Mlýn und Hracholusky im Norden, Luh, Týřovice, Emilovna, Jelenec und Karlova Ves im Nordosten, Písky, Úpoř, Broumy, Malá Louka und Kublov im Osten, Bušohrad, Hršlíny, Hřebeny, Janušky und Vlastce im Südosten, Kohoutov, Líšná, Jablečno, Přísednice und Terezín im Süden, Jankovský Mlýn, Ostrovec, Lhotka, Slapy, Slap, Mlečice, Podmokly und Bučiny im Südwesten, Slapnice, Čilá, Hradiště, Čilská Rybárna und Čechův Mlýn im Westen sowie Šlovice und Slabce im Nordwesten.

## Geschichte
Die erste schriftliche Erwähnung des Dorfes Scringe erfolgte im Jahre 1229 als Besitz des Klosters Kladruby. Im 14. Jahrhundert gelangte das Gut an verschiedene Landadelige. Die Kirche wurde 1352 erstmals erwähnt. Im Jahre 1375 teilten die Brüder Jaroslav, Oldřich und Zbyněk von Skryje das Gut unter sich auf. Zu Beginn des 15. Jahrhunderts gehörten die verschiedenen Anteile Petr von Skryje, Jan Stebňák sowie Mikuláš von Pístný gemeinsam mit seinen Neffen Sezema und Jan. In dieser Zeit entstand wahrscheinlich auch eine Feste. Im Jahre 1430 waren Jan Bobovský von Říčan sowie Jan Šrák von Skryje Besitzer der Anteile. Den Anteil des letzteren verkaufte dessen Witwe 1437 an Jan und Jindřich von Kralovice. 1453 erwarb Boreň von Slabce den anderen Anteil von Jan Bobovskýs Schwester. Jobst von Einsiedl, der 1460 die Burg Týřov von König Georg von Podiebrad als Pfand erhalten hatte, kaufte wenig später beide Anteile von Skryje auf und schlug sie seiner Herrschaft Týřov zu. In der zweiten Hälfte des 16. Jahrhunderts bestand Skryje aus acht Bauerngütern und fünf Chalupnern. Die Feste Skryje verlor ihre Bedeutung als Herrensitz und erlosch. Die Teyrzowsky von Einsiedl (Týřovský z Enzidle) tauschten Skryje im Jahre 1601 bei Kaiser Rudolf II. gegen ein anderes Dorf ein. Dieser schlug Skryje der Kronherrschaft Pürglitz zu. Während des Dreißigjährigen Krieges verödete Skryje, im Jahre 1630 lagen acht der elf Bauerngüter wüst. 1651 lebten in den zwölf Anwesen des Dorfes 74 Personen. Kurz nach seinem Machtantritt verpfändete Kaiser Leopold I. im Jahre 1658 die Kronherrschaft Pürglitz an die Grafen von Schwarzenberg.
Johann Adolf I. Fürst zu Schwarzenberg untersagte den Schankwirten in Skryje 1673 den Ausschank Zwikowetzer Biers. 1685 verkaufte Leopold I. schließlich die Herrschaft Pürglitz an Ernst Joseph Graf von Waldstein. Dieser erhob 1695 von den Untertanen neue Abgaben und schränkte deren Zugang zum herrschaftlichen Pürglitzer Wald ein. 1731 vererbte Johann Joseph Graf von Waldstein die Herrschaft an seine Tochter und Universalerbin Maria Anna Fürstin zu Fürstenberg. Beim Bauernaufstand von 1738 verweigerten am 24. August die vom Richter Václav Kos und dem Bauern Václav Hůla aus Skryje angeführten Untertanen auf der Burg Pürglitz die Frondienste und forderten eine Verbesserung ihrer Lebensbedingungen. Der Aufruhr wurde von der Obrigkeit niedergeschlagen und die Anführer mit Prügel bestraft. 1756 vereinigte Maria Anna zu Fürstenberg die Herrschaft Pürglitz testamentarisch mit der Herrschaft Kruschowitz und dem Gut Nischburg zu einem Familienfideikommiss von 400.000 Gulden. Die eine Hälfte des Erbes fiel ihren Söhnen Joseph Wenzel zu Fürstenberg-Stühlingen und Karl Egon I. zu Fürstenberg zu, die andere ihren Töchtern Henriette Fürstin von Thurn und Taxis und Maria Theresia zu Fürstenberg. Als Fideikommisserben setzte sie ihren zweitgeborenen Sohn Karl Egon I. ein, der durch Ausgleich auch die Anteile seiner Geschwister erwarb. Nach dem Tode von Karl Egon I. erbte 1787 dessen ältester Sohn Philipp Fürst zu Fürstenberg († 1790) den Besitz, ihm folgten seine Kinder Karl Gabriel zu Fürstenberg († 1799) und Leopoldine Prinzessin von Hessen-Rothenburg-Rheinfels. 1803 verzichteten die weiblichen Erben in einem Familienvergleich zugunsten des minderjährigen Karl Egon II. zu Fürstenberg und der fürstlichen und landgräflichen Häuser Fürstenberg; als Verwalter wurde bis zu dessen Volljährigkeit im Jahre 1817 Joachim Egon Landgraf von Fürstenberg eingesetzt. 1802 wurde die Kirche mit einem Lokalisten besetzt. Der von den Fürsten zu Fürstenberg mit Untersuchungsarbeiten für ein Pferdebahnprojekt zwischen Kladno und Pilsen beauftragte französische Ingenieur Joachim Barrande entdeckte 1833 im Tal der Berounka zwischen Skrey und Teyřowitz gut erhaltene Abdrücke von Trilobiten aus dem Kambrium. Die reichhaltigen Funde bewegten Barrande zur Aufgabe seiner Ingenieurstätigkeit und der Hinwendung zu den Naturwissenschaften.
Im Jahre 1843 bestand Skrey/Skrege aus 67 Häusern mit 525 Einwohnern. Unter herrschaftlichem Patronat standen die Lokalkirche zum Erzengel Michael und die Schule. Abseits lagen das Waldhegerhaus Pisek (Písky) und die Slappnizer Mühle (Mlýn Slapnice). Skrey war Pfarrort für Teyřowitz (Týřovice) und Tschilla. Bis zur Mitte des 19. Jahrhunderts blieb Skrey dem Fideikommiss Pürglitz untertänig.
Nach der Aufhebung der Patrimonialherrschaften bildete Skreje / Skrey ab 1850 eine Gemeinde im Bezirk Rakonitz und Gerichtsbezirk Pürglitz. Nach dem Tode Karls Egon II. zu Fürstenberg erbte 1854 dessen zweitgeborener Sohn Max Egon I. den Fideikommiss Pürglitz. 1924 wurde der tschechische Ortsname in Skryje geändert. 1932 lebten in Skryje 434 Personen.
Der historische Ortskern von Skryje ist seit 2004 als Denkmalschutzzone geschützt.

## Gemeindegliederung
Für die Gemeinde Skryje sind keine Ortsteile ausgewiesen. Grundsiedlungseinheiten sind Luh und Skryje. Zu Skryje gehört außerdem die Einschicht Písky (Pisek).

## Sehenswürdigkeiten
- Kirche des hl. Erzengel Michael, der Barockbau entstand 1712–1713 anstelle eines gotischen Vorgängerbaus.
- Gezimmerte Gehöfte Nr. 5, 6, 7, 8 und 45 in Volksbauweise
- Burgruine Týřov, nordwestlich von Skryje auf einem Sporn über der Einmündung des Úpořský potok in die Berounka
- Naturreservat Skryjská jezírka, Erosionsschlucht des Zbirožský potok mit zwei Teichen und Wasserfall, südwestlich von Skryje
- Nationales Naturreservat Týřov im Tal des Úpořský potok und rechtsseitig der Berounka
- Naturdenkmal Skryjsko-týřovické kambrium, nördlich von Skryje beiderseits der Berounka. Die Untersuchungen der 1833 von Barrande entdeckten Fossilienlagerstätte wurden nach seinem Tode durch Jan Kušta, Karel Feistmantel, Jaroslav Jiljí Jahn und Radim Kettner fortgeführt.
- Büste von Joachim Barrande vor der ehemaligen Schule
- Geologisches und Joachim Barrande-Museum in der Schule, mit Sammlung von Trilobiten, es wurde in den 1950er Jahren gegründet
- Gedenktafel am Geburtshaus des Legionärs Josef Hůla (1893–1918)
- Straßenbrücke über die Berounka

Sehenswürdigkeiten
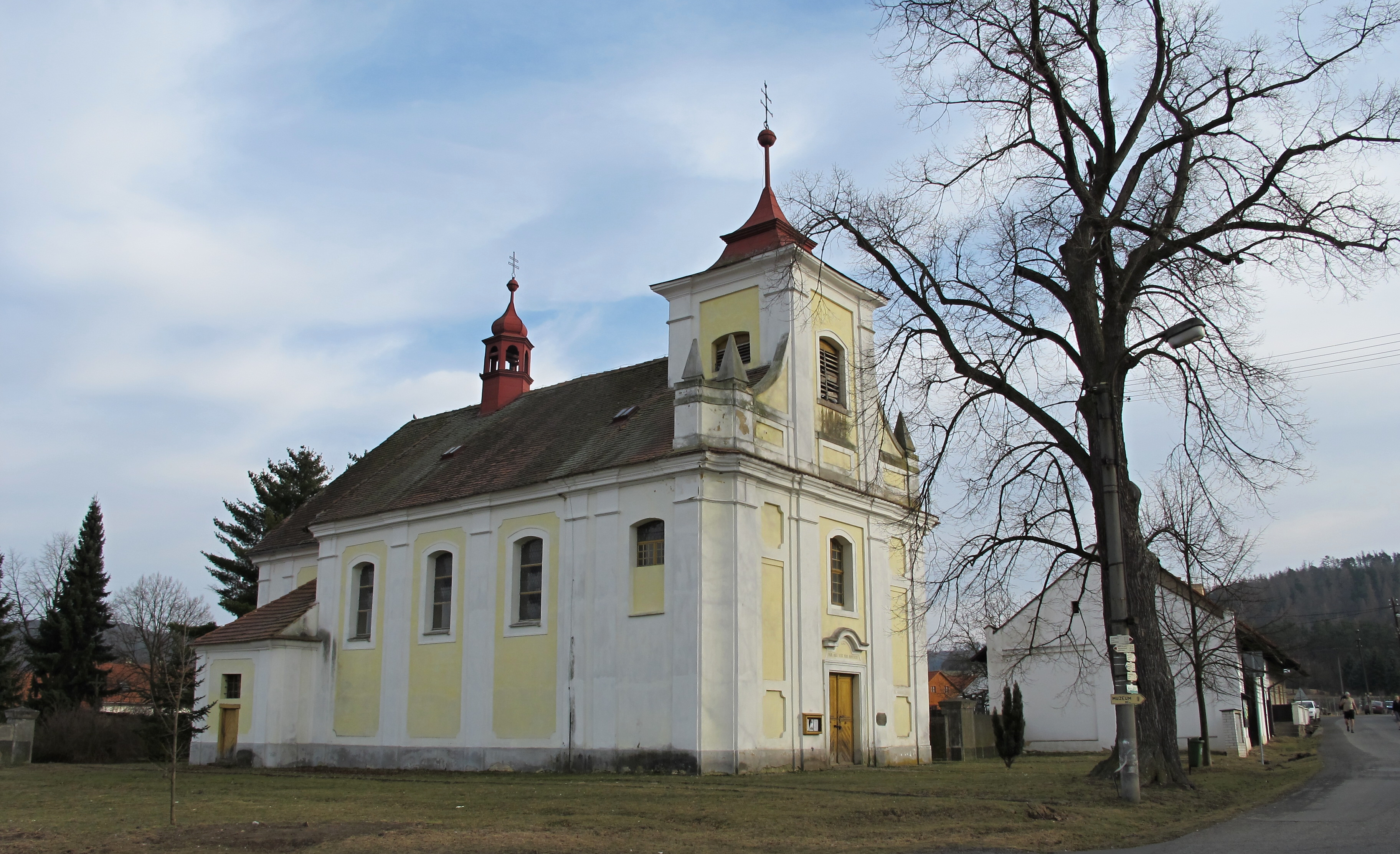
Kirche des hl. Erzengel Michael
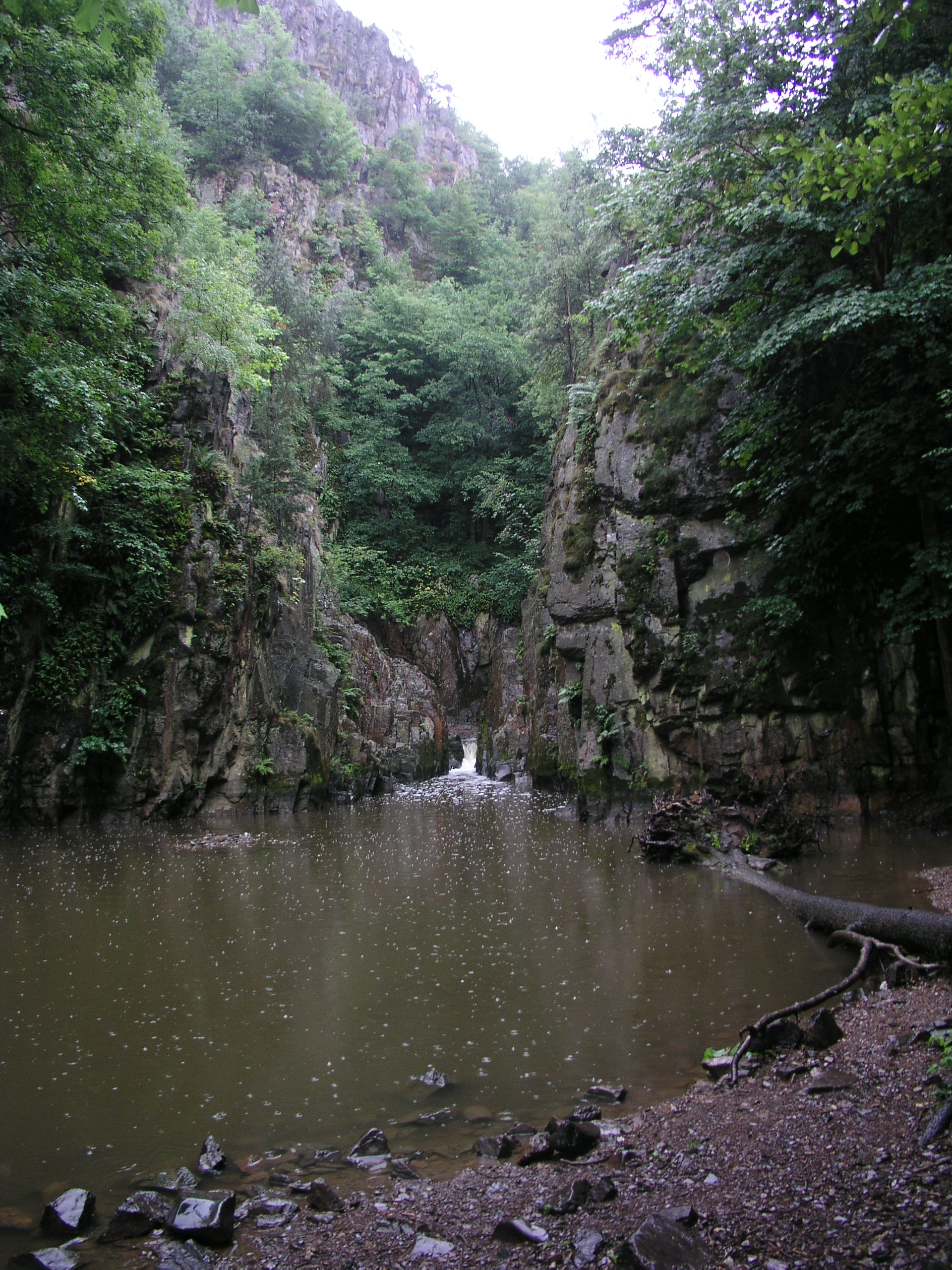
Skryjská jezírka mit Wasserfall
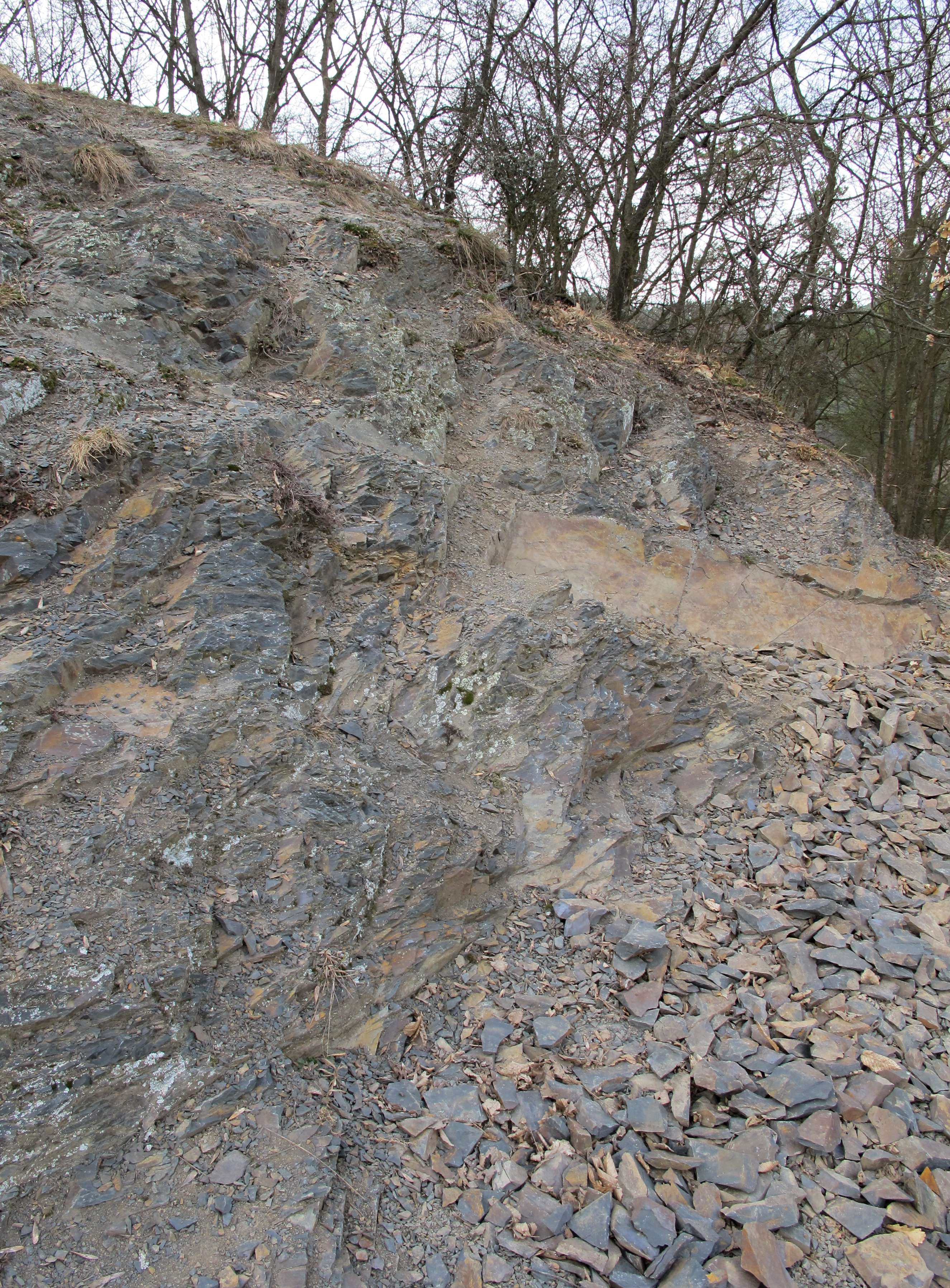
Naturdenkmal Skryjsko-týřovické kambrium